# سیارک ۴۹۰۷
سیارک ۴۹۰۷ (به انگلیسی: 4907 Zoser، نامگذاری:7618P-L) چهار هزار و نهصد و هفتمین سیارک کشف شده‌است که در ۱۷ اکتبر ۱۹۶۰ کشف شد.
قدر مطلق سیارک برابر ۱۲٫۱۰ است.